# أندريه فوس
أندريه فوس (بالإنجليزية: André Vos)‏ هو لاعب اتحاد الرغبي جنوب أفريقي، ولد في 9 يناير 1975 في إيست لندن في جنوب أفريقيا.

## وصلات خارجية
- أندريه فوس على موقع دوري الرغبي الممتاز (الإنجليزية)
- أندريه فوس عل موقع إسبنسكروم (الإنجليزية)
- أندريه فوس على موقع ItsRugby.co.uk (الإنجليزية)